# Gánh nặng thuế
Gánh nặng thuế là một thuật ngữ kinh tế chỉ người phải đóng thuế. Thông thường, các nhà kinh tế phân biệt hai loại gánh nặng thuế ban đầu và gánh nặng thuế cuối cùng. Gánh nặng thuế ban đầu là những người phải tiếp xúc với cơ quan thu để nộp thuế. Gánh nặng thuế cuối cùng là những người thực sự chịu khoản thuế dù đó có phải là người tiếp xúc với cơ quan thu để nộp hay không. Ví dụ, trong trường hợp thuế tiêu thụ, người sản xuất hàng hóa là người tiếp xúc với cơ quan thu và nộp thuế cho cơ quan này. Họ là người chịu gánh nặng thuế ban đầu. Nhưng thuế này được đưa vào giá bán hàng hóa. Vì thế, người thực sự phải chịu số thuế này là người tiêu dùng. Họ là người chịu gánh nặng thuế cuối cùng. Các sắc thuế gián thu là các sắc thuế mà gánh nặng thuế ban đầu và gánh nặng thuế cuối cùng khác nhau. Còn với các sắc thuế trực thu, vì người nộp thuế và người chịu thuế là một, nên chỉ có một gánh nặng thuế.
Phân tích gánh nặng thuế là công việc phân tích xem nhóm dân cư chịu thuế nào trong xã hội bị thiệt nhiều hơn do việc ban hành một sắc thuế. Phân tích gánh nặng thuế được tiến hành đầu tiên bởi các nhà kinh tế học trọng nông ở Pháp. Tuy nhiên, phải đến sau Chiến tranh thế giới thứ hai, công việc này mới trở thành một lĩnh vực nghiên cứu thu hút sự tham gia của nhiều nhà kinh tế.
Với các sắc thuế có thuế suất lũy tiến, người có thu nhập cao hơn hay có nhiều tài sản hơn là người chịu thuế nhiều hơn. Còn với các sắc thuế có thuế suất lũy thoái, người có thu nhập thấp hơn hay tài sản ít hơn là người chịu thuế nhiều hơn.
Để đánh giá việc phân bổ gánh nặng thuế giữa các nhóm dân cư, các nhà kinh tế tiến hành tính thuế suất thực (còn gọi thuế suất hiệu dụng, thuế thực sử) cho từng nhóm theo công thức sau:
| Thuế suất thực = 100% × | Tổng thuế phải chịu     |
| Thuế suất thực = 100% × | Tổng thu nhập chịu thuế |
Thuế suất này càng cao nghĩa là càng chịu nhiều thuế. Nếu một sắc thuế dành thuế suất thực cao hơn cho nhóm dân cư có thu nhập thấp hơn thì sắc thuế đó vi phạm nguyên tắc công bằng của thuế.